# Urospatha edwallii
Urospatha edwallii är en kallaväxtart som beskrevs av Adolf Engler. Urospatha edwallii ingår i släktet Urospatha och familjen kallaväxter. Inga underarter finns listade.